# Ашагы-Ходжамусахлы
Ашагы-Ходжамусахлы (азерб. Aşağı Xocamusaxlı), или Ашагы-Ходжамсаглы (азерб. Aşağı Xocamsaqlı) — село в административно-территориальном округе села Юхары-Ходжамусахлы Губадлинского района Азербайджана.

## История
В ходе Первой карабахской войны, в 1993 году село было занято армянскими вооружёнными силами, и до 2020 года находилось под контролем непризнанной НКР. После Второй карабахской войны небольшие участки в Губадлинском и Зангеланском районах оставались под контролем армянской стороны. По словам премьер-министра Армении Никола Пашиняна, 9 ноября, во время подписания заявления о прекращении огня, стороны достигли «устного взаимопонимания» о том, чтобы «провести уточнение пограничных точек» на этих участках. В итоге, в декабре армянские войска «отступили на границу Советской Армении», и территории Губадлинского и Зангеланского районов полностью вернулись под контроль Азербайджана.

## Топонимика
Чтобы отличать это село от другого села Ходжамусахлы, данное село в прошлом называлось Каладжик-Ходжамусахлы. Позже село Каладжик-Ходжамусахлы было названо Ашагы-Ходжамусахлы. Ходжамусахлы — это искажённый вариант произношения названия племени хаджаабуисхаклы, которое жило в Зангезуре.